# Timur Karagülmez
Timur Karagülmez (* 7. September 1989) ist ein deutsch-türkischer Fußballspieler.

## Karriere
Karagülmez spielte zu Beginn seiner Karriere beim SC Hassel und wechselte 2008 zum VfB Hüls, wo er Stammspieler wurde. 2012 wechselte er zum FC Kray und konnte auch hier sein Talent unter Beweis stellen. So bot ihm der türkische Profiverein und damalige Viertligist Altınordu Izmir einen Profivertrag an, den er auch unterzeichnete. Mit Altınordu gelang ihm der Aufstieg von der vierten in die dritte Liga, er selbst kam zu sechs Einsätzen. Nach dem Aufstieg wechselte Karagülmez, weil der Trainer ihm mitgeteilt habe, dass er nicht mehr mit ihm planen würde, zurück zum FC Kray. Außerdem sei er enttäuscht von Altınordu Izmir gewesen, weil versprochene Gehälter nicht gezahlt worden seien. Aus diesem Grund, erklärte er zu diesem Zeitpunkt, werde er kein Angebot eines türkischen Vereins mehr annehmen, es sei denn, das Angebot käme von einem Erstligisten.
Zurück beim FC Kray setzte Karagülmez in der Saison 2013/14 seine guten Leistungen fort, hervorzuheben ist ein Viererpack bei einem 4:3-Sieg gegen den VfB 03 Hilden. Insgesamt erzielte er 25 Tore für den FC Kray nach seiner Rückkehr und stieg mit ihm in die Regionalliga auf.
Trotz seiner Aussage, er würde nur noch in die Türkei wechseln, wenn ein Angebot eines Erstligisten vorläge, wechselte er 2014 zu Gölbaşıspor, wo ihm seine ersten Tore als Profi gelangen. 2015 erfolgte schließlich der Wechsel zu Manisaspor. Mit diesem Verein beendete er die TFF 2. Lig als Meister und stieg in die TFF 1. Lig. Karagülmez war an diesem Erfolg mit sechs Ligatoren beteiligt. Trotz dieses erfolgreichen Einstandes bei Manisaspor konnte sich Karagülmez mit der Vereinsführung zunächst auf keine Vertragsfortführung einigen. So verließ er den Klub Mitte Juni 2016. Zwei Monate später setzten sich beide Seiten erneut zusammen und einigten sich dieses Mal auf eine Verlängerung um zwei weitere Jahre. Nach der Saison 2017/18 stieg man wieder aus der zweiten Liga ab. In der folgenden Winterpause der Spielzeit 2018/19 verließ Karagülmez Manisaspor; er schloss sich dem Ligakonkurrenten Bandırmaspor an. Im Sommer 2019 kehrte der Angreifer nach Deutschland zurück. Für die Saison 2019/20 unterzeichnete er einen Vertrag beim Oberligisten 1. FC Bocholt.

## Erfolge
Mit Altınordu Izmir
- Meister der TFF 3. Lig und Aufstieg in die TFF 2. Lig: 2012/13

Mit Manisaspor
- Meister der TFF 2. Lig und Aufstieg in die TFF 1. Lig: 2015/16